# 大井ダム

1919年（大正8年）から1939年（昭和14年）にかけて存在した大同電力による木曽川水力発電事業の経緯と発電所位置図

大井ダム（おおいダム）は、木曽川本川中流部、岐阜県恵那市大井町と中津川市蛭川（旧・恵那郡蛭川村）の境に建設されたダムである。
関西電力株式会社の水力発電専用ダムで、大井発電所（おおいはつでんしょ）ならびに新大井発電所（しんおおいはつでんしょ）へ送水して最大8万4000キロワットの電力を発電する。

## 概要
大井ダムは木曽川を横断する形で築造されたダムである。落合ダムの下流、笠置ダムの上流に位置する。関西電力が保有する発電専用ダムであり、ダム附設の発電所は、ダム建設とともに設置された大井発電所（出力5万2,000キロワット・ダム水路式発電所）と、河川利用率向上のため1983年（昭和58年）に追加された新大井発電所（出力3万2,000キロワット・ダム式発電所）の2か所がある。ダムによって形成された調整池周辺の渓谷は「恵那峡」と呼ばれる。
木曽川水系で最初に造られたダムで、1924年（大正13年）に完成。高さ53.4メートルの重力式コンクリートダムであり、日本では帝釈川ダム（高梁川水系帝釈川）に続く50メートル超級のダムである。建設時の電力会社は、大同電力という大正・昭和期の大手電力会社で、「電力王」と呼ばれた実業家福澤桃介が建設を主導した。
2007年度（平成19年度）に、中部山岳地帯の電源開発に関する近代産業遺産群の一つとして、大井ダムならびに大井発電所が経済産業省によって「近代化産業遺産」に認定された。2023年（令和5年）9月に大井ダムならびに大井発電所が土木学会選奨土木遺産に認定された。

## 設備構成

### ダム

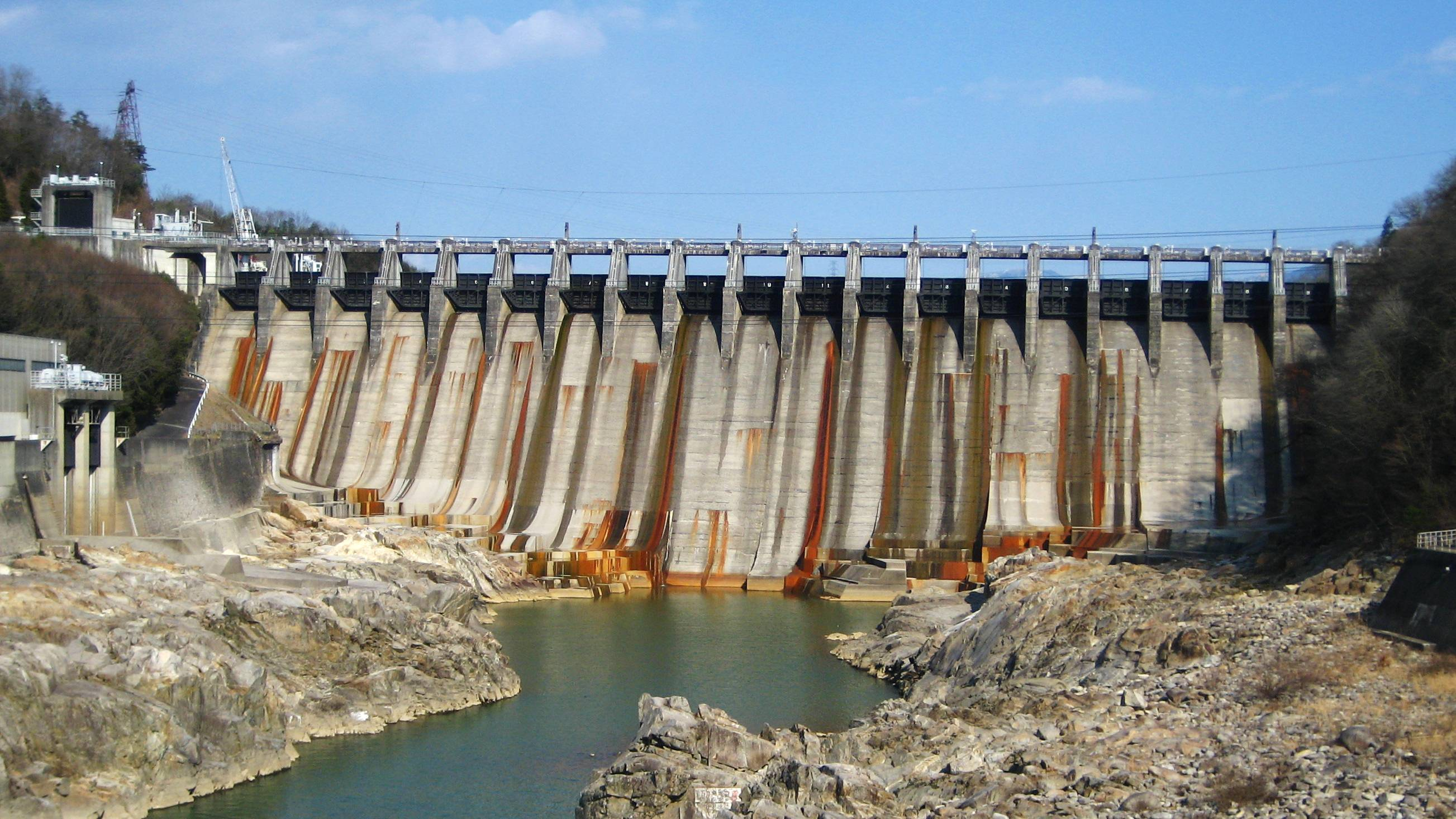
大井ダムの堤体

形式は直線型重力式コンクリートダム。ダムの堤高（基礎岩盤から非越流部堤頂までの高さ）は53.384メートル、堤頂長（頂上部長さ）は洪水吐ゲートのある越流部が199.136メートル、非越流部が76.622メートルで合計275.758メートル。堤頂幅（頂上部の幅）は越流部で6.364メートル、非越流部で5.150メートルある。堤体積（堤体の体積）は元は15万3,268立方メートルであったが、新大井発電所取水口の建設に際して非越流部の一部、1,515立方メートルを取り壊しており、15万1,753立方メートルに減少している。ゲートは幅7.6メートル・高さ6.4メートルのテンターゲート（ラジアルゲート）で、計21門並ぶ。
ダムによって形成される調整池の総貯水量は2940万立方メートルで、そのうち満水位標高258.48メートルから6.06メートル以内の有効貯水量は925万立方メートルとなっている（数字は2008年3月末時点）。また湛水面積は1.4平方キロメートルに及ぶ（同左）。

### 発電所

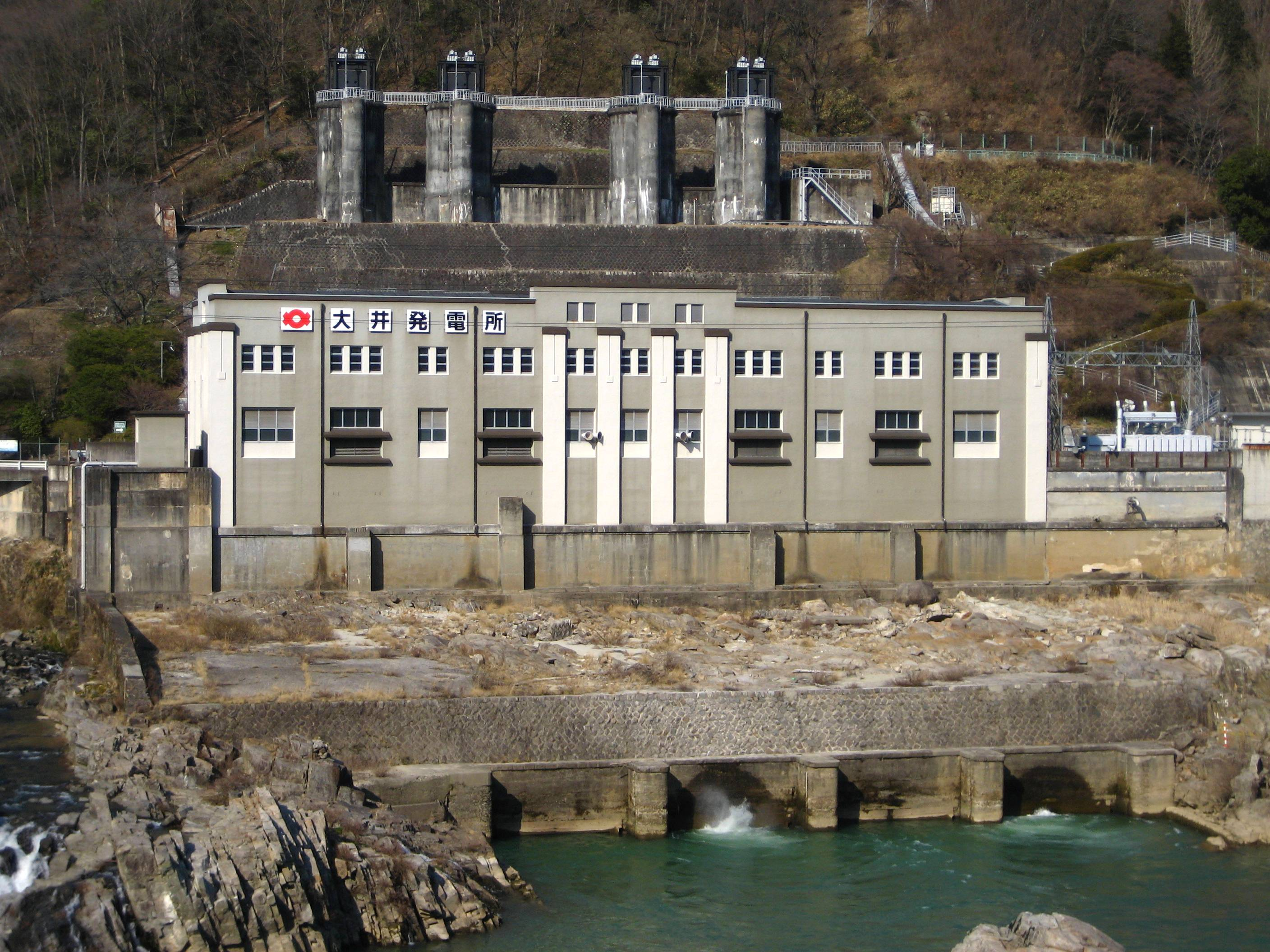
大井発電所

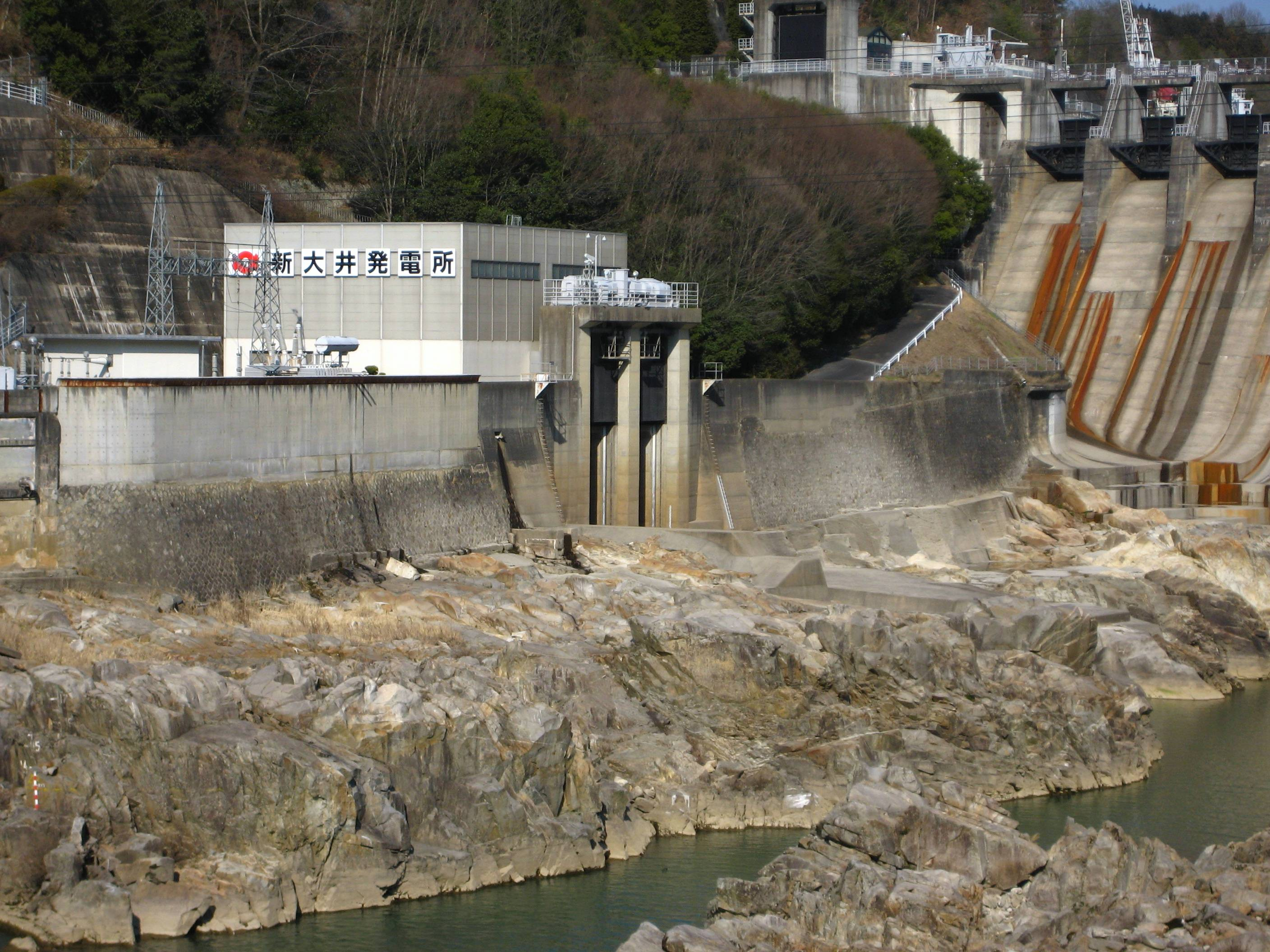
新大井発電所

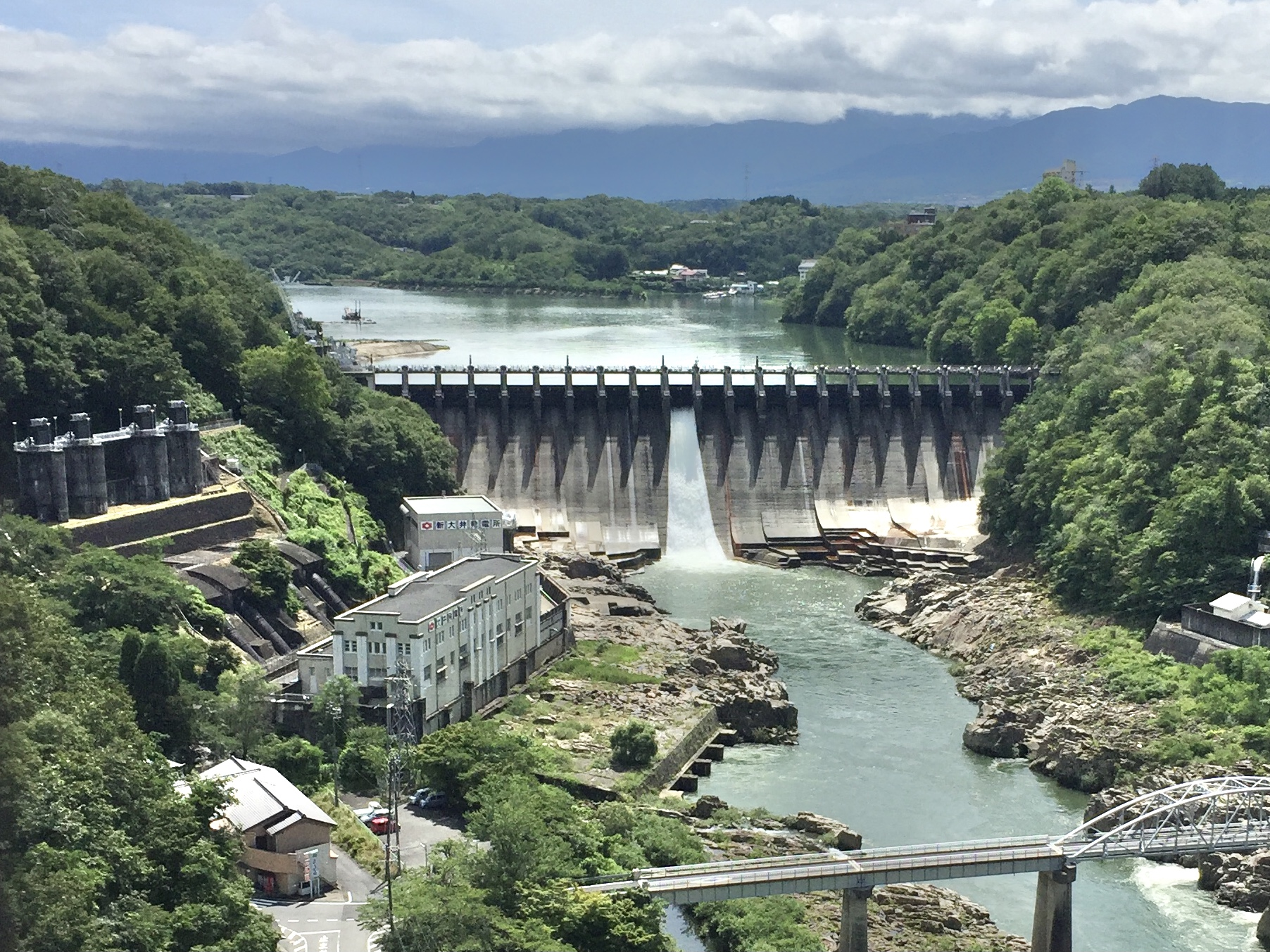
下流側から見た大井ダムと発電所

大井ダム附設の発電所は大井発電所（北緯35度28分55秒 東経137度23分37.5秒 / 北緯35.48194度 東経137.393750度）と新大井発電所（北緯35度28分55.1秒 東経137度23分41.7秒 / 北緯35.481972度 東経137.394917度）の2つがある。大井発電所は最大使用水量139.13立方メートル毎秒・有効落差42.42メートルにて最大5万2,000キロワット、新大井発電所は最大使用水量85.00立方メートル毎秒・有効落差43.96メートルにて最大3万2,000キロワットをそれぞれ発電する。
ダムとともに建設された大井発電所は、ダム右岸上流約80メートルの場所に取水口を設ける。ここから約300メートルの圧力トンネルによる導水路でサージタンクへ導水し、約65 - 70メートルの水圧鉄管4条にて水を落として4組の水車発電機を稼働させる。水車は立軸単輪単流渦巻フランシス水車を採用し、発電機は容量1万3,800キロボルトアンペアのものを備える。周波数は60ヘルツを採用する。発電所建屋は鉄筋コンクリート構造2階建てで、面積は1,168.9平方メートル。
1983年（昭和58年）になって設置された新大井発電所は、ダム右岸非越流部を一部切り欠いた場所に取水口を設ける。発電所建屋も取水口と同様、既設大井発電所よりもダム寄りに位置することから、取水口と発電所の距離を短縮しつつ効率的に落差を確保すべく、導水路を省いて取水口に水圧管路を直結させる方式を採る。水圧管路の長さは134.7メートルで、埋設コンクリートによる上部水平部分、埋設水圧鉄管による立坑部分ならびに下部水平部分からなる。水車発電機は富士電機製で1組のみ設置。水車形式は立軸単輪単流渦巻フランシス水車、発電機容量は3万6,000キロボルトアンペアである。発電所建屋は半地下式で、面積は390.9平方メートル。

## 歴史

### ダム建設準備

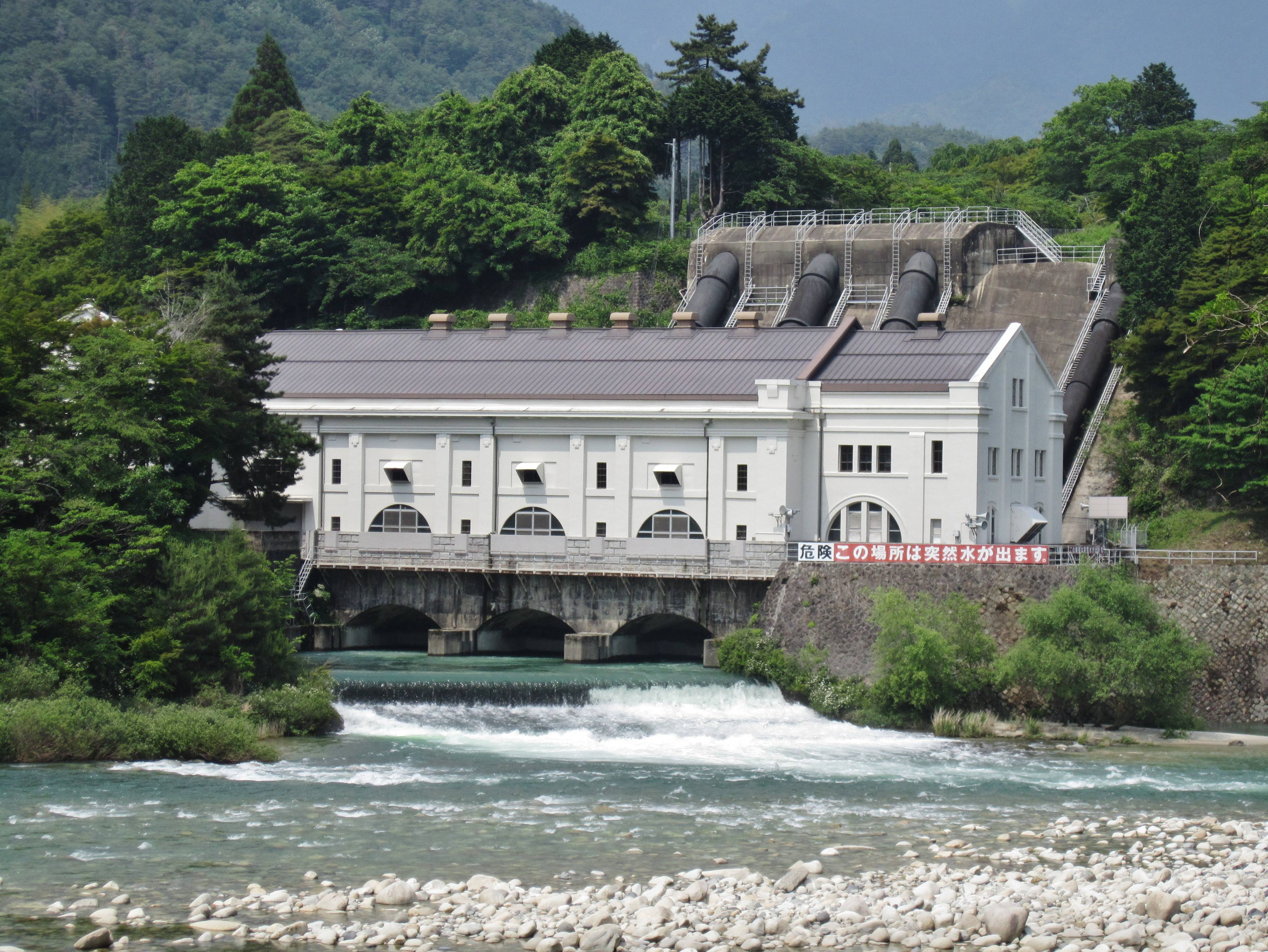
大井ダム上流に建設された賤母（しずも）発電所

大井ダムおよび大井発電所は、大正から昭和戦前期にかけての大手電力会社大同電力によって建設された。
大同電力が岐阜県内において木曽川の水利権を取得したのは、前身木曽電気興業時代の1920年（大正9年）3月のことである。「大井」地点はこのときに許可を受けた5地点のうちの一つで、許可当初は恵那郡中津町駒場（現・中津川市駒場）に取水口を、その下流約11キロメートル地点の恵那郡大井町字奥戸（現・恵那市大井町字奥戸）に放水口をそれぞれ設けるという水路式発電所による計画であった。しかし、上流の賤母地点や読書地点においては木曽川の河床勾配は約100分の1であるが、大井地点においては280分の1に過ぎず、水路式発電所を設けるには有利な地点でないので、その後の調査でダム式発電所に変更し尖頭負荷を持たせることが適切と結論付けられた。そして1921年（大正10年）8月、「大井」地点をダム式発電所に変更する計画変更許可を得た。
ダム建設が決まったものの、堤高50メートル級のダム建設の経験は当時の日本にはなく、しかも下流に濃尾平野を控えるという立地のため、その設計・施工には周到な調査研究が必要であった。そこで大同電力では地質学者の巨智部忠承に委嘱して地質調査を実施し、3か所の候補地を精査、その中からダム建設に最も適するとして最下流の場所を選定した。調査結果を踏まえ、1922年（大正11年）4月、ダム・発電所の建設場所を大井町字奥戸から恵那郡蛭川村字弓場（現・中津川市蛭川字弓場）へと移す設計変更許可を得た。またダム調査のため技師畠山好伸をアメリカ合衆国へと派遣した。
大井ダム・発電所の着工は1922年7月。建設所長には日本最初のコンクリートダムである布引五本松ダム（神戸市）などを手掛けた技術者佐野藤次郎を招聘し、アメリカからも技術顧問団を招いた。ところが工事中、所長の佐野がダム建設用コンクリートに用いる骨材の採取場所をめぐって会社と対立し辞任するというトラブルが発生した。後任建設所長にはアメリカでのダム調査から帰国した畠山好伸が就き、同じくアメリカから帰国した石川栄次郎が建設次長となった。

### 工事の様相

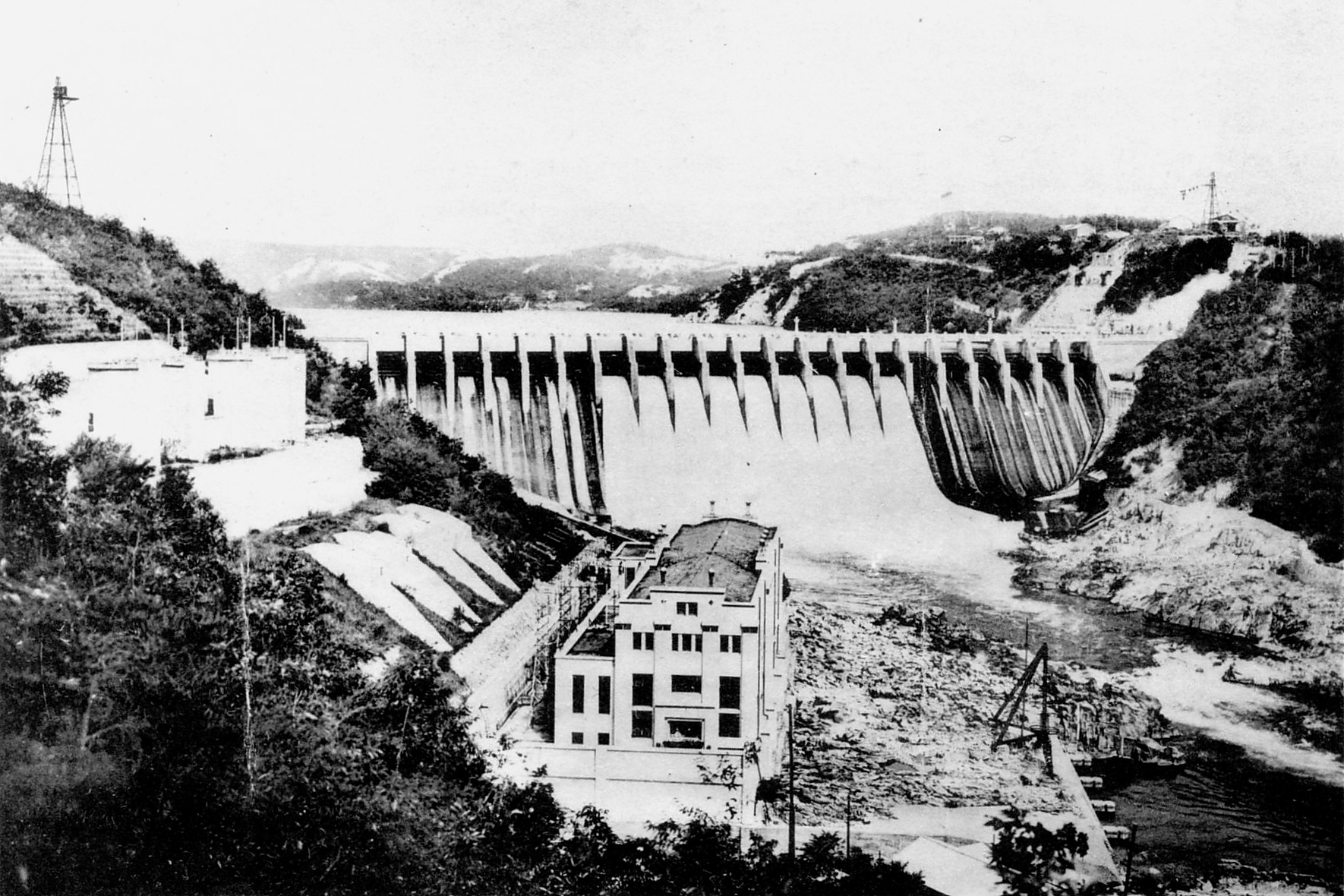
戦前撮影の大井ダムと大井発電所

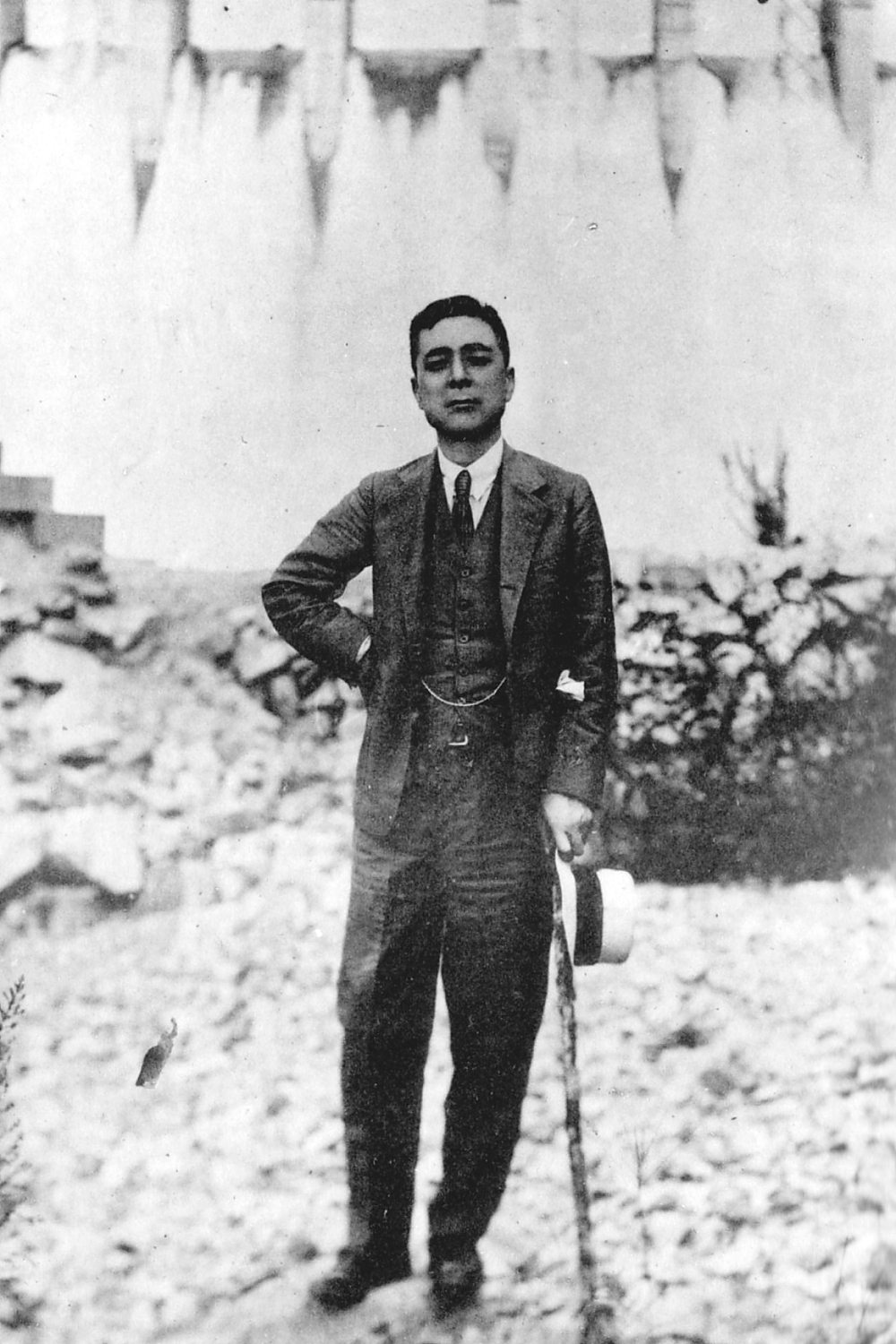
大同電力社長福澤桃介。1924年米国からの帰国後に大井ダム前で撮影されたもの。

建設工事は積極的に機械化された。資材輸送の手段として、最寄の中央本線大井駅（現・恵那駅）とダム建設地左岸を結ぶ全長4.3キロメートルの専用鉄道を敷設し、木曽川を横断する索道2本を架設した。鉄道終端とダムの間にある傾斜地には砕石・コンクリート工場を設置。コンクリート打込み作業は、4台のミキサーにより生コンクリートを練りだしてトロッコに積み込み、それをガソリン機関車牽引でダム上部に架橋されたトレッスル橋上へ運搬、そこからシュートを利用して流し込み、下でケーブルクレーンによって玉石を打ちこむ、という流れであった。これらのミキサー・機関車・ケーブルクレーンや蒸気ショベルはアメリカからの輸入品である。これらの機械化作業により1か月に最大1万2,300立方メートルのコンクリート打設が施工された。
工事中、度重なる洪水被害が工事の支障となり、さらに金融面でも1923年（大正12年）9月の関東大震災で金融梗塞が生じた。このころ、大同電力では大井ダム工事に要する追加資金、次に着手した落合ダム工事の資金、短期社債の借り換えなどで多額の資金を必要としていたことから、翌1924年（大正13年）5月に外債発行を決定する。そして社長の福澤桃介自ら渡米して交渉を重ね、同年8月外債1500万ドルの発行を実現させた。
着工から2年1か月後の1924年（大正13年）8月16日、大井ダムの湛水を開始。同年11月下旬に大井発電所が竣工して28日から逓信省の検査が始まり、翌12月5日に検査終了とともに使用認可が下りて発電所の運転が開始された。大井発電所の主要機器はすべてアメリカからの輸入品であり、水車はアリス・チャルマーズ製、発電機はゼネラル・エレクトリック (GE) 製、変圧器はウェスティングハウス・エレクトリック製のものが設置されている。当初の発電所出力は4万2,900キロワットで、前年竣工の読書発電所 (出力4万700キロワット）を抜いて当時日本最大の発電所となった。送電線は木曽川筋から大阪府へと至る「大阪送電線」が接続し、大井発電所の発生電力は須原・読書両発電所の発生電力とともに関西地方へと送電された。

### 建設後の大井発電所の変遷
大井発電所の使用水量は、建設当初最大4,500立方尺毎秒（125.22立方メートル毎秒）に設定されていたが、設備能力に余裕があるため5,000立方尺毎秒（139.13立方メートル毎秒）へと引き上げる許可を得て、1938年（昭和13年）9月に発電所出力を4万8,000キロワットへと増強した。
翌1939年（昭和14年）4月1日、電力国家管理の担い手として国策電力会社日本発送電が設立された。同社設立に関係して、大同電力は「電力管理に伴う社債処理に関する法律」第4条・第5条の適用による日本発送電への社債元利支払い義務継承ならびに社債担保電力設備（工場財団所属電力設備）の強制買収を前年12月に政府より通知される。買収対象には大井発電所など14か所の水力発電所が含まれており、これらは日本発送電設立の同日に同社へと継承された。
太平洋戦争後、1951年（昭和26年）5月1日実施の電気事業再編成では、大井発電所はほかの木曽川の発電所とともに供給区域外ながら関西電力へと継承された。日本発送電設備の帰属先を発生電力の主消費地によって決定するという「潮流主義」の原則に基づき、木曽川筋の発電所が関西電力所管となったことによる。
関西電力時代、1963年（昭和38年）から1969年（昭和44年）にかけて、大井発電所では水車が4台とも三菱重工業製のものに更新された。更新前のアリス・チャルマーズ製水車4台のうち1台は、1968年に名古屋市科学館で開催された「電力王・福沢桃介生誕100年展」を機に同科学館へと寄贈されている。また水圧鉄管についても1977年（昭和52年）に、川崎造船所製のリベット接合管から三菱重工業製の全溶接管へと更新された。さらに1997年（平成9年）11月にはリフレッシュ工事が竣工し、発電所出力が4,000キロワット引き上げられた。以後発電所出力は5万2,000キロワットとなっている。

### 新大井発電所建設

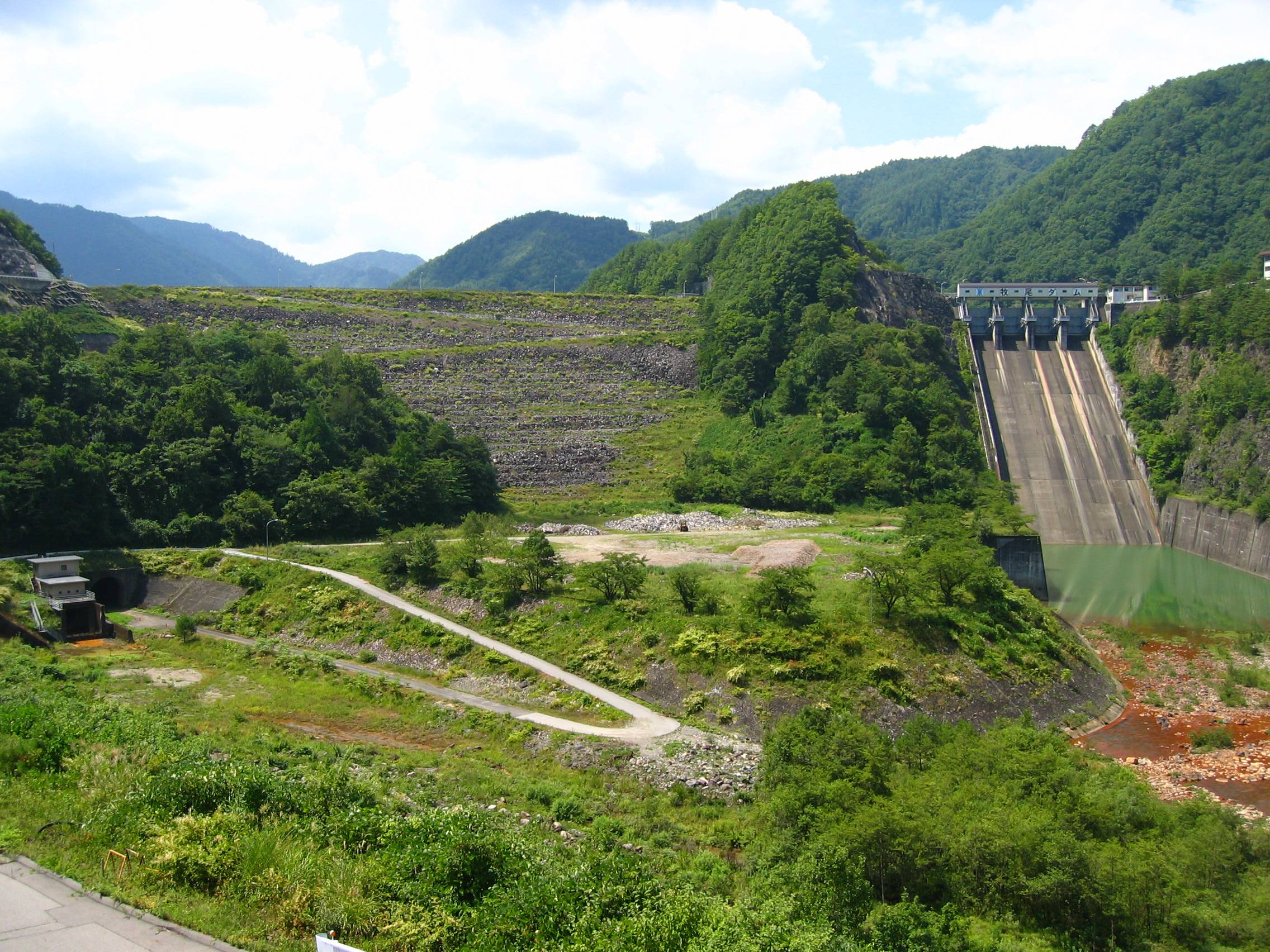
王滝川の牧尾ダム

木曽川水系上流部の王滝川では、1943年（昭和18年）に三浦ダム、1961年（昭和36年）には牧尾ダムが完成して2つの貯水池が出現した。その結果、木曽川の河川流量を年間を通じて調整できるようになり、下流部における流況が改善された。従って大井ダム地点においても、流況は建設当初に比べ大きく変化した。具体的な値で見ると、大井発電所の最大使用水量（139.13立方メートル毎秒）は、昭和40年代の10か年平均流況では豊水量を下回る110日流量（年間を通して110日はこれを下回らない流量）にほぼ相当しており、まだ発電する余地があったのである。
関西電力では、1971年（昭和46年）の新丸山発電所建設以降木曽川開発を中断していたが、オイルショックを機に新規水力開発の経済性が相対的に向上し、また純国産エネルギーとして水力発電を見直す機運が高まったことから、1970年代後半より木曽川開発を再開した。木曽川本川では、大井ダム上流に位置する既設落合ダムにて新落合発電所が1980年（昭和55年）に運転を開始。次いで大井ダムの余力を利用する新大井発電所の計画が立てられ、1981年（昭和56年）3月2日新大井発電所建設所の発足とともに工事が開始された。
着工から2年後の1983年（昭和58年）4月27日より、新大井発電所は出力3万2,000キロワットにて運転を開始した。新発電所建設の結果、大井ダムにおける河水利用率は72パーセントから84パーセントへと上昇している。

## 周辺
大井ダムによって誕生した人造湖によって、「恵那峡」という新たなる名勝が誕生した。10キロメートル以上にわたって奇岩・絶壁が湖の両岸にそびえ、春の桜や秋の紅葉の時期の景勝で知られる。下流の丸山ダムによってできた「丸山蘇水湖」とともに飛騨木曽川国定公園に指定されている。2005年（平成17年）には財団法人ダム水源地環境整備センターより、恵那市の推薦を得てダム湖百選に指定されている。
大井発電所と新大井発電所はダム直下右岸に並んでいる。左岸にも小さな発電所があるが、これは中部電力の奥戸発電所である。大井ダム直下で木曽川へ合流する阿木川の上流で取水し、最大500キロワットの電力を発生するもので、大井ダムから取水するものではない。

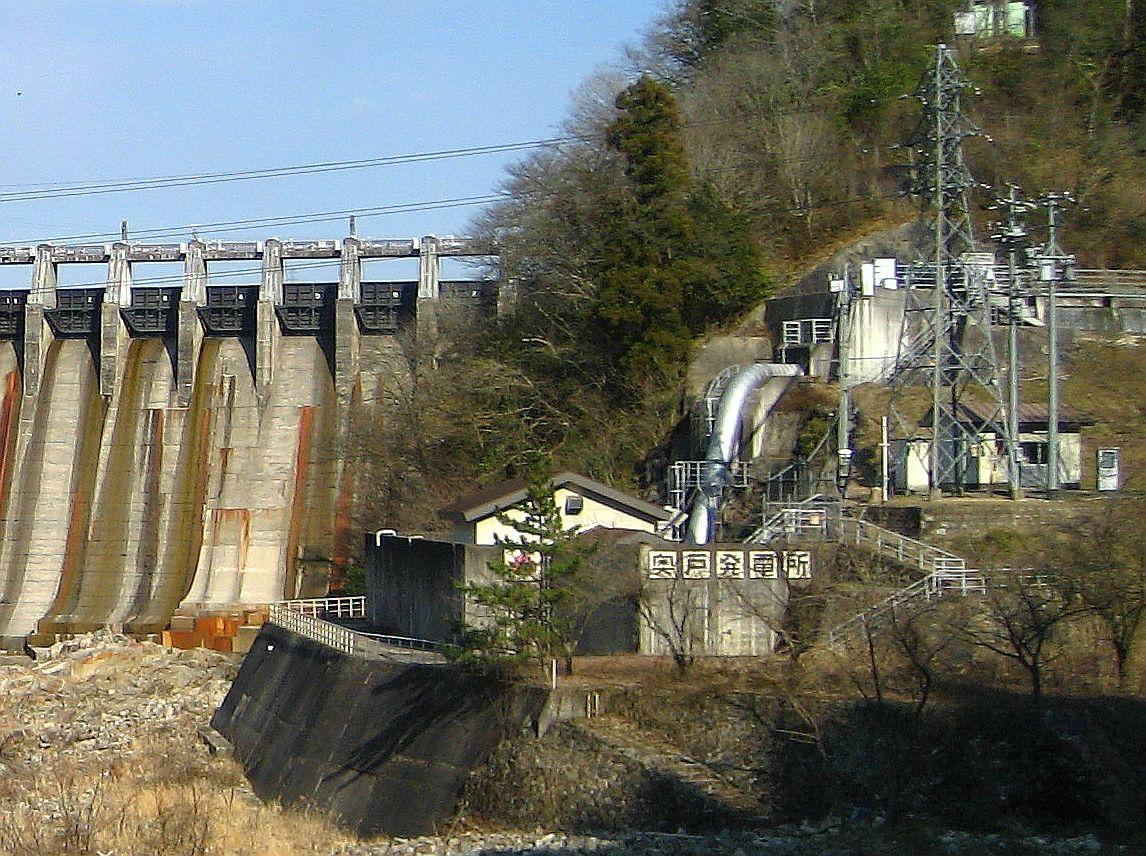
奥戸発電所
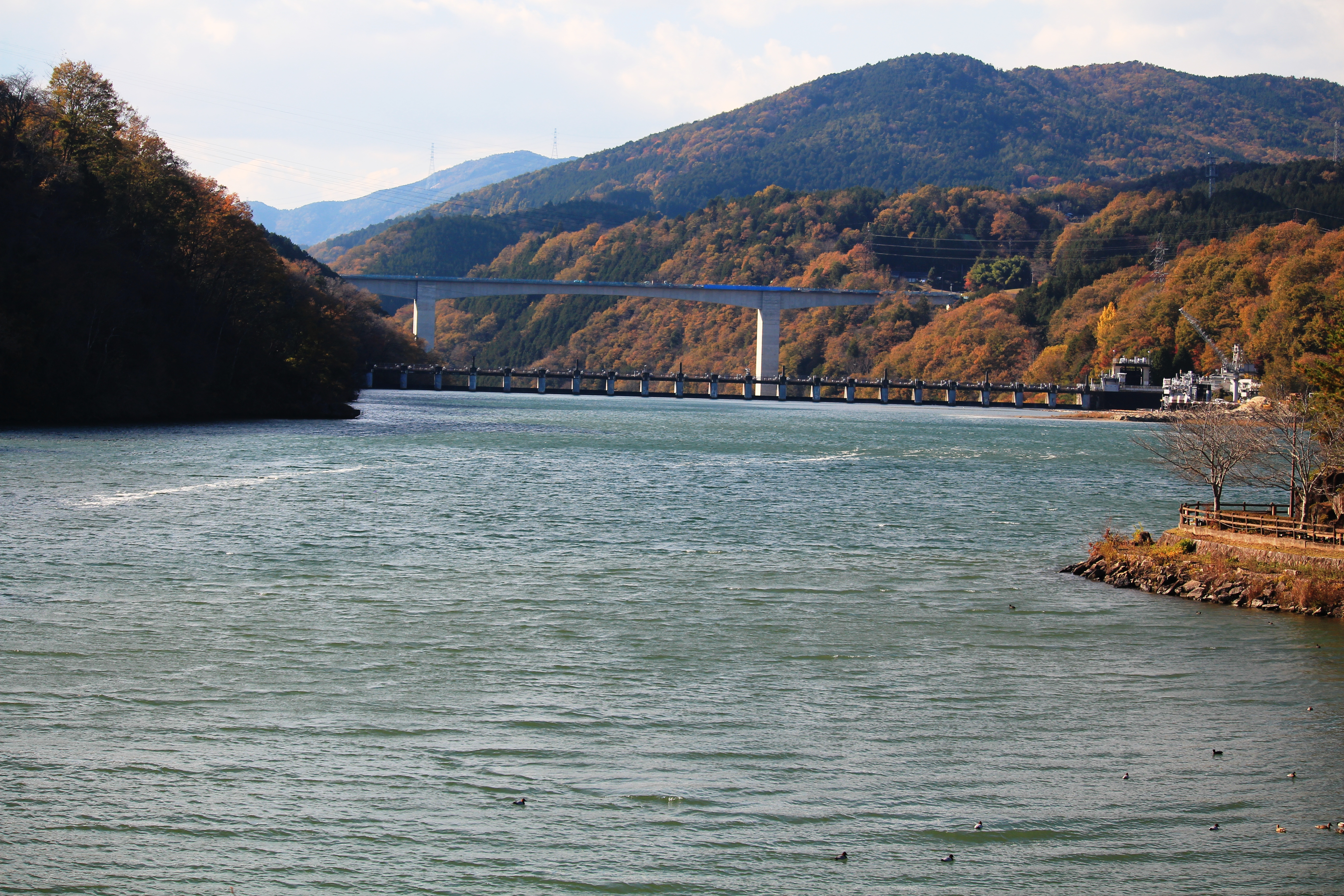
恵那峡側から望む大井ダムと東雲大橋

## ダムと鉄道

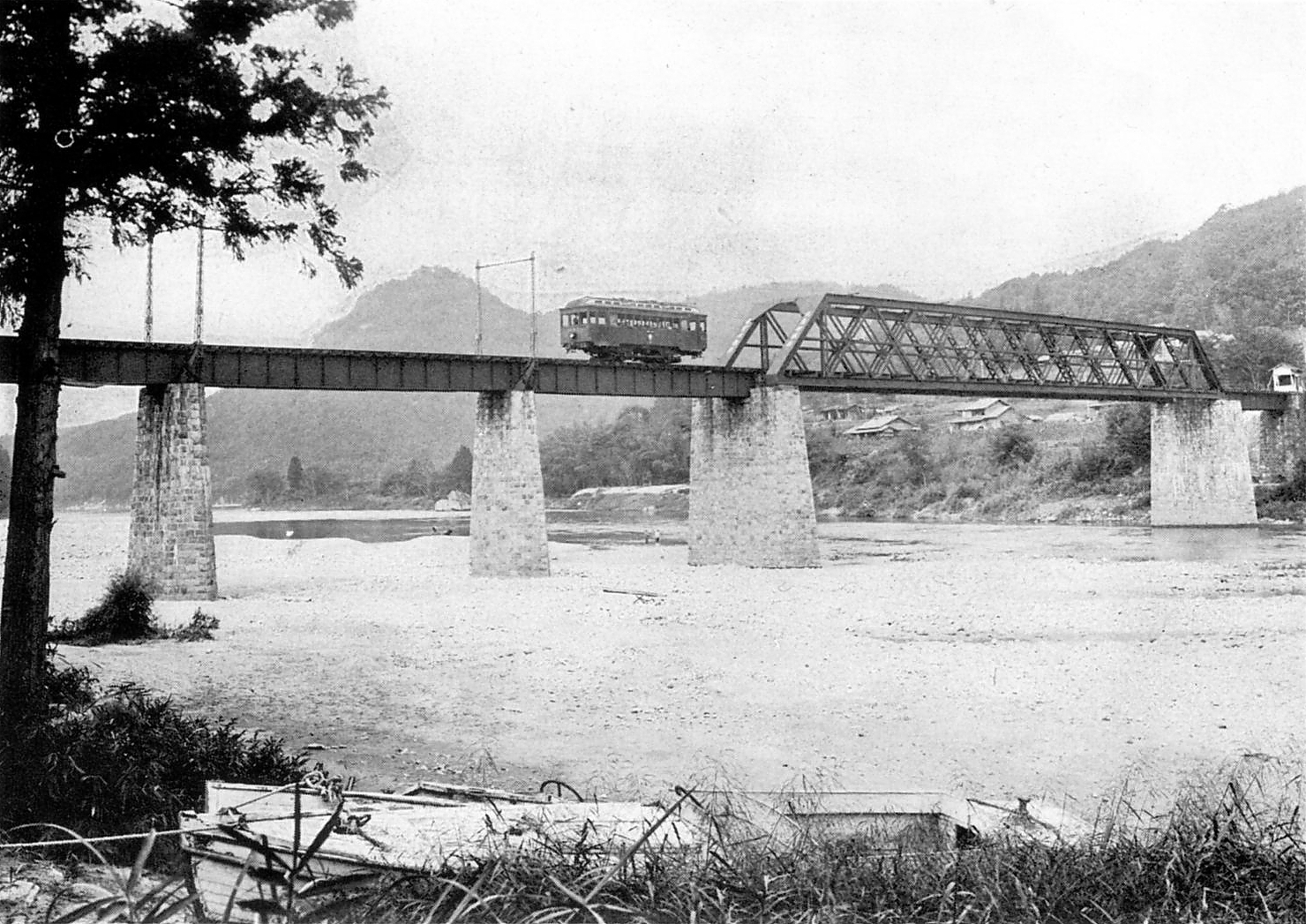
北恵那鉄道線木曽川橋梁

大同電力が大井地点の水利権を得た際、同社はその付帯条件として岐阜県より木材運搬施設の整備を命ぜられた。当時、付知町を中心に広がる裏木曽の御料林では、伐採した木材を付知川と木曽川本川を使って名古屋方面へと流す「川狩り」が盛んであった。木曽川を横断する大井ダムが完成すればこうした材木輸送は不可能となるため、付知川の木材陸揚設備と、これと中央本線坂下駅ないし中津川駅との間を連絡する軽便鉄道の整備が県より要求されたのである。
木材運搬施設の整備はダム工事に伴う仮締切工事までに完成させる必要があったが、単に裏木曽御料林からの木材輸送を行うのでは不経済であるため、地元と協議の上で一般旅客・貨物を扱う地方鉄道法による鉄道にその役割を担わせることとなり、大同電力は地元有志その他との折半出資によって1922年（大正11年）2月北恵那鉄道（現・北恵那交通）を設立。そして同社を通じて中津川から下付知に至る22.1キロメートルの鉄道路線を1924年（大正13年）8月に完成させ、さらに自社負担で終点下付知付近の付知川に木材陸揚場を整備した。こうして木材運搬施設が整備されたが、陸揚場は後に森林鉄道が整備されたため使用されなくなり、鉄道路線も1978年（昭和53年）に廃止されて現存しない。
大同電力が出資する北恵那鉄道は、大同電力が大井ダム建設資材輸送用に敷設した専用鉄道も譲り受け、1928年（昭和3年）12月より地方鉄道の「大井線」として営業を開始した。この路線は中央本線大井駅と大井ダム左岸、天端より約30メートル上の地点を結び、全長は4.3キロメートルであった。しかし、営業は4年間のみで、1932年（昭和7年）9月に大同電力において他に流用するためとして廃止された。

### 書籍
- 関西地方電気事業百年史編纂委員会（編）『関西地方電気事業百年史』関西地方電気事業百年史編纂委員会、1987年。
- 大同電力社史編纂事務所（編）『大同電力株式会社沿革史』大同電力社史編纂事務所、1941年。
- 電気之友社（編）『電気年鑑』 昭和14年版（第24回）、電気之友社、1939年。
- 日本動力協会『日本の発電所』 中部日本篇、工業調査協会、1937年。NDLJP:1257061。
- 『電力発電所設備総覧』 平成12年新版、日刊電気通信社、2000年。

### 記事
- 竹内貞一・黒田禎夫「新大井水力発電所新設工事の概要」『電力土木』第173号、電力土木技術協会、1981年7月、12-23頁。
- 馬渕浩一「大井発電所の建設」『シンポジウム中部の電力のあゆみ』第2回講演報告資料集（福沢桃介の活きた時代）、中部産業遺産研究会、1994年5月、39-62頁。
- 渡部威「木曽川における電源開発の歴史と新大井発電所の建設」『動力』第166号、日本動力協会、1984年5月、39-45頁。